# François-Didier Gregh
François-Didier Gregh (* 26. März 1906, Paris; † 21. Oktober 1992) war ein monegassischer Politiker.

## Biografie
Gregh wurde als Sohn eines Schriftstellers in Paris geboren. Nach dem Gymnasium, widmete sich Francois-Didier Gregh einem Rechtsstudium an der bekannten Pariser Sorbonne-Universität. Nach weiteren Studiengängen wurde er Angestellter in der Französischen Steuerverwaltung.
Er war vom 1. April 1969 bis zum 24. Mai 1972 Staatsminister des Fürstentums Monaco. Sein Nachfolger wurde André Saint-Mieux.